# Rheobates
Rheobates – rodzaj płazów bezogonowych z podrodziny Anomaloglossinae w rodzinie Aromobatidae. 

## Zasięg występowania
Rodzaj obejmuje gatunki występujące na wschodnich i zachodnich stokach Kordyliery Wschodniej i przez dolinę rzeki Magdalena do wschodniego stoku Kordyliery Środkowej w Kolumbii, na wysokości od 400 do 2000 m n.p.m.

## Systematyka

### Etymologia
Rheobates: gr. ῥεω rheō „spływać, płynąć”; βατης batēs „piechur”, od βατεω bateō „stąpać”, od βαινω bainō „chodzić”.

### Podział systematyczny
Do rodzaju należą następujące gatunki:
- Rheobates palmatus (Werner, 1899)
- Rheobates pseudopalmatus (Rivero & Serna, 2000)